# Marie Kondo
Marie Kondo (japonsky こんどう まりえ, Kondó Marie, 9. října 1984 Tokio) je japonská spisovatelka, poradkyně v oboru úklidu a organizace a popularizátorka minimalistického životního stylu.

## Osobní život
Marie Kondo se narodila 9. října 1984 v japonském hlavním městě Tokiu jako prostřední ze tří dětí. Její otec pracoval jako praktický lékař a matka se věnovala rodině na plný úvazek. Dle vlastních slov se zajímala o úklid už jako dítě a dobrovolně plnila domácí práce svých sourozenců. Během studia na Ženské křesťanské univerzitě v Tokiu začala poskytovat konzultace o úklidu, z čehož se později stala její obživa. Kromě toho působila v šintoistickém chrámu, kde pomáhala při rituálech a vyznává formu animismu. S manželem a třemi dětmi žije v Kalifornii.

## Autorská činnost
Pozornost Západu získala v roce 2014 po vydání The Life-Changing Magic of Tidying Up – překladu její knihy napsané v japonštině v roce 2011 (česky vydal Knižní klub jako Zázračný úklid – pořádek jednou provždy v roce 2015). Tato publikace se stala dlouhodobým bestsellerem podle kritérií The New York Times. Ještě většího publika se jí dostalo v lednu 2019 po premiéře osmidílného seriálu Velký úklid s Marií Kondo na streamovací platformě Netflix. V pořadu Kondo pomáhá s úklidem americkým rodinám. Seriál byl nominován na dvě ceny Emmy, ani jednu však nezískal. Na pořad volně navazuje Co přináší radost uvedený v srpnu 2021, který rozšiřuje záběr jejích metod z organizace domácnosti také na mezilidské vztahy, podnikání a komunitní soužití. V listopadu 2019 vydala svou první dětskou knihu Kiki & Jax: The Life-Changing Magic of Friendship doplněnou ilustracemi spoluautorky Saliny Yoonové. S psychologem Scottem Sonensheinem napsala knihu o organizaci pracovního života Joy at Work, která vyšla v dubnu 2020.
Její metoda, pojmenovaná „KonMari“, spočívá ve vlastnění pouze omezeného počtu předmětů, které „vyvolávají radost“ a zbavení se všech ostatních. Pod značkou KonMari vyučuje ostatní konzultanty – v roce 2018 jich působilo ve více než 30 zemích okolo 300. V listopadu 2019 na adrese konmari.com začala Kondo nabízet kromě svých služeb a knih také vybrané designové bytové doplňky, čaj a předměty denní potřeby, což vyvolalo smíšené reakce některých jejích fanoušků a médií pro údajné zřeknutí se svých hodnot.
V roce 2015 se objevila v kategorii „průkopníků“ na každoročním seznamu 100 nejvýznamnějších osobností časopisu Time.

## Dílo

### Televize
- Velký úklid s Marií Kondo (v originále Tidying Up With Marie Kondo), Netflix 2019
- Co přináší radost (Sparking Joy), Netflix 2021